# مغامرة ثلاثة رجال يحملون اللقب جاريديب
مغامرة ثلاثة رجال يحملون اللقب جاريديب (بالإنجليزية: The Adventure of the Three Garridebs)‏ واحدة من 56 قصة قصيرة لشيرلوك هولمز من تأليف السير آرثر كونان دويل. واحدة من 12 في سلسلة كتاب قضايا شرلوك هولمز. نشرت القصة في 1924.

## الترجمة العربية
مغامرة ثلاثة رجال يحملون اللقب جاريديب، مؤسسة هنداوي، ترجمة سارة طه علام ومراجعة محمد فتحي خضر.